# Andrakammarvalet i Sverige 1924
Andrakammarvalet i Sverige 1924 ägde rum den 19-21 september 1924. I samband med valutgången, tillträdde Regeringen Branting III.

## Valkampanj
1923 hade Liberala samlingspartiet splittrats grund av frågan om förbud för alkoholhaltiga drycker. Förbudsvännerna organiserade sig i Frisinnade folkpartiet medan förbudsmotståndarna samlades i Liberala riksdagspartiet. 
Sverges socialdemokratiska vänsterparti hade gått upp i Socialdemokraterna 1923, men bara några veckor innan 1924 års val splittrades vänstern på nytt: Tredje internationalen i Moskva var missnöjd med hur Zeth Höglund ledde Sveriges kommunistiska parti och den 20 augusti 1924 ockuperade partiledningens moskvatrogna del redaktionslokalerna hos partiets tidning Folkets Dagblad Politiken ("Revolutionen på Luntmakargatan"). Höglund med flera uteslöts, och följden blev att två kommunistiska partier ställde upp i valet: ett fortsatt kominternanslutet under ledning av Karl Kilbom och Nils Flyg, och ett självständigt under ledning av Höglund.
Valets stora fråga var försvaret. Socialdemokraterna, kommunisterna och Frisinnade folkpartiet ville minska utgifterna för försvaret genom att dra ned på utbildningstiden för de värnpliktiga samt lägga ned regementen. Högern intog en mer försvarsvänlig attityd och ville lösa frågan genom kompromisser med övriga borgerliga partier. Det var också det första valet i vilket rösträttsvillkoren var lika för kvinnor och män, då kravet på fullbordad värnpliktsutbildning för män avskaffats (1921 hade kvinnor alltså haft ovillkorlig rösträtt i detta avseende, medan manliga värnpliktsvägrare eller -eftersläntrare inte haft rösträtt).
På valdagen stod högerns Arvid Lindman utanför en vallokal och delade ut valsedlar. Detta var veterligen första tillfället en partiledare gjorde så; detta grepp togs över av andra partiledare i nästa val och har sedan dess ingått i alla valkampanjer.
Partiernas valaffischer:
- Högerlasset blockerar vägen för all reformverksamhet. Rösta med Arbetarpartiet!
- Bort med slöseriet. Främja sparsamhetssträvandena genom att rösta med de frisinnade
- Vilken del av Sverige skall uppgivas? Hela riket skall försvaras. Rösta med högern
- Din röst fattas ännu! Rösta med Arbetarpartiet!

## Valresultat
För samtliga genom valet invalda riksdagsmän, se Lista över ledamöter av Sveriges riksdags andra kammare 1925-1928.
| Parti                | Parti                                                 | Partiledare               | Röster             | Röster | Röster | Mandatfördelning | Mandatfördelning |
| Parti                | Parti                                                 | Partiledare               | Antal              | %      | +− %   | Antal            | +−               |
| -------------------- | ----------------------------------------------------- | ------------------------- | ------------------ | ------ | ------ | ---------------- | ---------------- |
|                      | Sveriges socialdemokratiska arbetareparti             | Hjalmar Branting          | 725 407            | 41,1   | +4,7   | 104              | +11              |
|                      | Allmänna valmansförbundet                             | Arvid Lindman             | 461 257            | 26,1   | +0,2   | 65               | +3               |
|                      | Frisinnade folkpartiet                                | Carl Gustaf Ekman         | 228 913            | 13,0   | -5,7   | 28               | -13              |
|                      | Bondeförbundet                                        | Johan Johansson i Kälkebo | 190 396            | 10,8   | −0,3   | 23               | +2               |
|                      | Liberala riksdagspartiet                              | Erik Nilson               | 69 627             | 3,9    | —      | 5                | +5               |
|                      | Sveriges kommunistiska parti (Kominternanslutet)      | Karl Kilbom & Nils Flyg   | 63 601             | 3,6    | −1,0   | 4                | −3               |
|                      | Sveriges kommunistiska parti (Icke kominternanslutet) | Zeth Höglund              | 26 301             | 1,5    | —      | 1                | +1               |
|                      | Övriga partier                                        | —                         | 84                 | 0,0    | —      | —                | —                |
| Antal giltiga röster | Antal giltiga röster                                  | Antal giltiga röster      | 1 765 586          | 100,00 |        | 230              |                  |
| Ogiltiga röster      | Ogiltiga röster                                       | Ogiltiga röster           | 5 021              |        |        |                  |                  |
| Totalt               | Totalt                                                | Totalt                    | 1 770 607 (53,0 %) |        |        |                  |                  |

I valet 1921 fick Liberala samlingspartiet 18,7% av rösterna och 41 mandat. Om resultatet för Liberala riksdagspartiet och Frisinnade folkpartiet sammanförs så gick frisinnade och liberaler bakåt med 1,8% och 7 mandat.  I tabellen ovan jämförs dock Liberala samlingspartiet med Frisinnade folkpartiet, som fick det största väljarstödet, och dessutom, efter splittringen, bibehöll kopplingen till samlingspartiets riksorganisation Frisinnade landsföreningen.
Inför valet var 3 338 892 personer röstberättigade.

## Regeringsbildning
Valresultatet innebar endast måttliga förändringar och inom regeringen Trygger fanns det flera statsråd som ansåg att regeringen skulle sitta kvar, däribland justitieminister Birger Ekeberg. Efter flera veckors diskussioner lämnade regeringen den 14 oktober in sin avskedsansökan.
Försök att bilda en koalitionsregering mellan Frisinnade folkpartiet och Liberala riksdagspartiet misslyckades och Gustaf V gav uppdraget att bilda ny regering till socialdemokraternas Hjalmar Branting. Den 18 oktober tillträdde regeringen Branting III, men Branting tvingades avgå till följd av hälsoskäl i januari 1925, och dog en månad senare. Uppgiften att bilda regering gick vidare till socialdemokraten Rickard Sandler, men i juni 1926, till följd av Stripakonflikten, avgick även regeringen Sandler. De frisinnades Carl Gustaf Ekman tillträdde som statsminister och ledde regeringen Ekman, en koalition mellan frisinnade och liberaler, fram till andrakammarvalet 1928.